# Iuliia Batenkova
Iuliia Batenkova-Bauman (también deletreado Yuliia, Yuliya, Yulia o Julia) es una esquiadora nórdica ucraniana que compite en esquí de fondo y biatlón. Ha participado sucesivamente en tres Juegos Paralímpicos de Invierno, ganando 13 medallas de plata y bronce. 

## Carrera
Batenkova nació el 20 de septiembre de 1983 en Simferopol, Crimea, República Socialista Soviética de Ucrania. De niña, participó en gimnasia artística. A los 8 años, debido a un accidente de tráfico en el que murieron su madre y su hermano, perdió su mano derecha. Por la lesión, renunció a la gimnasia. Junto con su padre, se mudó a Kovel, donde él volvió a casarse. Batenkova se graduó de la escuela con una calificación en contabilidad, y durante sus estudios fue presentada a la Fundación para el apoyo a los deportes para discapacitados. Al principio participó en eventos de atletismo, pero al intentar ir a los Juegos Paralímpicos, cambió a los deportes de invierno debido a la fuerte competencia por los lugares en los eventos de verano. Estudió en la Universidad Internacional Abierta de Desarrollo Humano "Ucrania".
Ha competido en tres Juegos Paralímpicos de Invierno sucesivos, primero en Turín 2006 y también en 2010 y 2014. Ha ganado medallas en cada versión de los juegos tanto en esquí de fondo como en biatlón. Después de los Juegos de Turín, el gobierno ucraniano le dio otorgó un apartamento en Lutsk, y recibió otros premios financieros por ganar medallas en los tres Juegos Paralímpicos de Invierno a los que asistió. Durante la ceremonia de clausura de los Juegos Paralímpicos de Invierno de 2014, Batenkova fue una de las medallistas ucranianas que cubrió sus medallas en protesta contra la anexión de Crimea por parte de la Federación Rusa . Luego dijo: "Así es como mostramos nuestra protesta y desacuerdo de que nuestro país podría estar dividido y parte de él podría ser excluido de Ucrania, Crimea es mi patria, donde nací y, por supuesto, me preocupa. Quiero paz ".